# Gerrit Braun

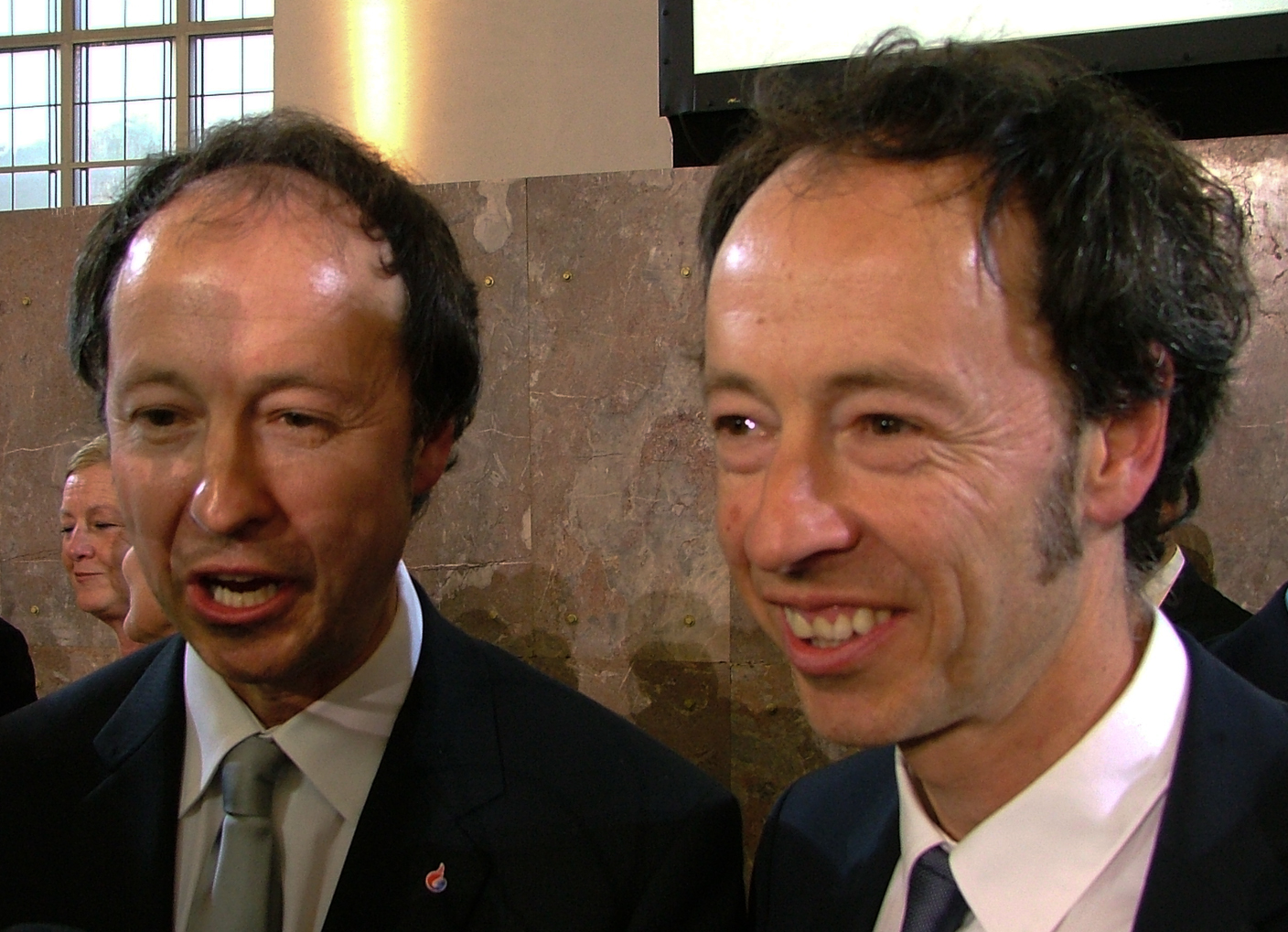
Frederik und Gerrit Braun auf der Mitgliederversammlung des DOSB am 21. März 2015 in der Frankfurter Paulskirche

Gerrit Braun (* 21. Dezember 1967 in Hamburg) ist ein deutscher Unternehmer und Gründer des Miniatur Wunderlandes.

## Leben
Er kam 1967 als Sohn des Kaufmanns und Autors Jochen W. Braun und der Lehrerin Birgit Drechsler (vormals Braun) geb. Andresen zur Welt. Nach dem Abitur am Helene-Lange-Gymnasium studierte er an der FH Wedel Wirtschaftsinformatik.
Während seines Studiums übernahm er 1990 mit seinem Zwillingsbruder Frederik Braun und dem Geschäftspartner Stephan Hertz die Diskothek Voila in Hamburg-Eilbek, die sie bis 2001 betrieben. Während dieser Zeit gründete er zusammen mit Frederik Braun, Stephan Hertz und weiteren Partnern das Techno- und Trance-Label EDM Records, auf dem u. a. Gary D. und DJ Gollum veröffentlichten.
Im Jahr 2001 trennte er sich vom Voila und EDM Records und gründete gemeinsam mit Frederik Braun, seinem Vater Jochen W. Braun und Stephan Hertz das „Miniatur Wunderland“. Heute ist er Geschäftsführer des Miniatur Wunderlandes. In der Ausübung dieser Tätigkeit fiel er durch soziales Engagement auf, für das er unter anderem 2010 zusammen mit seinem Zwillingsbruder Frederik und Stephan Hertz mit dem Bundesverdienstkreuz am Bande ausgezeichnet wurde.
Bekanntheit erlangte er zudem durch den Blog Gerrits Tagebuch, in dem er unter anderem den Bau des Airport Knuffingen per Video dokumentierte. Im Juni 2011 erschienen die ersten 26 Folgen auf DVD. Diese DVD wurde 2010 mehr als 10.000 mal verkauft. Er ist zudem im Miniatur Wunderland der geistige Vater des weiterentwickelten Car-Systems, der Lichtsteuerung, des Klimasystems und des Knuffingen Airport.
Im Jahr 2015 engagierte er sich gemeinsam mit seinem Bruder Frederik Braun für die Hamburger Bewerbung für die Olympischen Sommerspiele 2024. Die beiden waren unter anderem für die olympischen Ringe im Hamburger Stadtpark (Guinness-Weltrekord für die größten aus Menschen geformten Ringe) und eine Lichterkette mit rund 20.000 Teilnehmern rund um die Alster mit verantwortlich. Für ihr Engagement wurden sie vom DOSB ausgezeichnet.
Er ist verheiratet, hat zwei Töchter und einen Sohn.

## Auszeichnungen
- 2006: Auszeichnung zum Unternehmer des Jahres durch den ASU/BJU[11]
- 2008: Optimist des Jahres durch den Club der Optimisten[12]
- 2010 Verleihung des Bundesverdienstkreuzes am Bande[13]
- 2012: Auszeichnung zum Ehren-Schleusenwärter[14]
- 2015: Ehrenmedaille des Deutschen Olympischen Sportbundes für die Initiative „Feuer und Flamme für Hamburg“[9]